# 최정 (배우)
최정(崔正, 1987년 1월 1일 ~ )은 대한민국의 배우이다.

## 생애
6세였던 1992년 EBS 한국교육방송공사 프로그램 《딩동댕 유치원》에서 첫 데뷔하였다. KBS 한국방송공사 청춘드라마 《내일은 사랑》과 MBC 문화방송 청소년드라마 《사춘기》와 SBS 서울방송 청소년드라마 《공룡선생》에서 아역 연기자로 단역 출연하다가 이듬해 1994년 KBS 사극 드라마 《한명회》에서 아역 출연 단역에 이어 같은 해 1994년 KBS 현대극 드라마 《딸부잣집》에서 준조연급으로 아역 출연하며 일약 이름을 날렸다. 1년 후 1995년에는 영화 《닥터 봉》의 주연으로 영화배우 데뷔하였고 이듬해 1996년 연극 《사도장헌세자의 불운과 비애》에서 어린 사도장헌세자 역으로 연극배우 데뷔하였으며 1년 후 1997년 뮤지컬 《피터 팬》으로 뮤지컬 배우 데뷔하였다.
신장은 180cm이고 체중은 72kg이다. 아역 연기자 시절에 여성 아역 연기자 노희지와 아울러 순수 국보급 아역 연기자로 많은 사랑을 받았으며 이에 아울러 그는 아역 연기자 시절에 영화배우로서 1995년부터 1999년까지는 4편의 영화 작품에서 주연, 조연, 단역을 두루 배역하였다.

## 학력
- 1999년 2월 서울학동초등학교 졸업
- 2002년 2월 반포중학교 졸업
- 2005년 2월 대일외국어고등학교 졸업
- 2009년 2월 한양대학교 연극영화학 학사

## 출연작

### 텔레비전 드라마
- 1993년 KBS 청춘드라마 《내일은 사랑》
- 1993년 MBC 청소년드라마 《사춘기》
- 1993년 SBS 금요드라마 《공룡선생》
- 1994년 KBS 특별기획드라마 《한명회》 ... 한보 역
- 1995년 EBS 주간단막극 《언제나 푸른 마음》
- 1996년 KBS 대하드라마 《찬란한 여명》 ... 어린 왕세자 이척 역(이승우 아역)
- 1996년 KBS 미니시리즈 《슈팅》 ... 10세 유소년 시절의 김영웅 역(이승우 아역)
- 1996년 KBS 미니시리즈 《엄마는 출장중》 ... 박이삭 역
- 1997년 MBC 미니시리즈 《별은 내 가슴에》 ... 어린 강민 역(안재욱 아역)
- 1997년 SBS 월화드라마 《여자》
- 1997년 KBS 방송 70주년 KBS 50년 특별기획드라마 《파랑새는 있다》 ... 어린 김병달 역(이상인 아역)
- 1997년 MBC 청춘시트콤 《남자 셋 여자 셋》
- 1998년 SBS 일일시트콤 《순풍산부인과》
- 1998년 MBC 주간 코미디 드라마 《여자 대 여자》
- 1998년 KBS 미니시리즈 《킬리만자로의 표범》
- 1998년 KBS TV소설 《은아의 뜰》
- 1998년 MBC 수요시트콤 《아니 벌써》
- 1999년 KBS 토요시트콤 《행복을 만들어 드립니다》
- 1999년 KBS TV소설 《누나의 거울》

### 영화
- 1995년 《닥터 봉》 ... 봉훈 역(주연)
- 1995년 《서울 미란다》 ... (단역)
- 1996년 《애니깽》 ... 마루1 역(단역)
- 1999년 《학교전설》 ... 만득 역(조연)

### 연극
- 1996년 《사도장헌세자의 불운과 비애》 ... 어린 사도장헌세자 이선 역(조연)

### 뮤지컬
- 1997년 《피터 팬》 ... 노래하는 스토리텔러 역(주연)

### 텔레비전 프로그램
- 1992년 EBS 《딩동댕 유치원》
- 1994년 MBC 《뽀뽀뽀》
- 1995년 KBS 《슈퍼 선데이》
- 1995년 KBS 《행운의 일요특급》